# Hrabstwo Calaveras
Hrabstwo Calaveras (ang. Calaveras County) – hrabstwo w stanie Kalifornia w Stanach Zjednoczonych. Obszar całkowity hrabstwa obejmuje powierzchnię 1036,84 mil² (2685,4 km²). Według szacunków United States Census Bureau w roku 2009 miało 46 731 mieszkańców.
Hrabstwo powstało w 1850 roku.

## CDP
- Arnold
- Avery
- Copperopolis
- Dorrington
- Forest Meadows
- Mokelumne Hill
- Mountain Ranch
- Murphys
- Rancho Calaveras
- Rail Road Flat
- San Andreas
- Vallecito
- Valley Springs
- Wallace
- West Point[4].